# Municipal Desamparados A. C. F.
Municipal Desamparados A. C. F. es un equipo de fútbol que juega en la Liga Nacional de Fútbol Aficionado.

## Historia
Fundado en el año 2007 en el cantón de Desamparados, distrito San Antonio, en la Provincia de San José.
Fue fundado por egresados del Liceo San Antonio, jóvenes de la mayoría con 17 años, donde al salir del colegio no tenían adonde competir más. Es uno de varios equipos del cantón como A. D. San Rafael Abajo y Real Desamparados, sin embargo, ha sido un equipo aficionado toda su historia.
Por lo general participó en todos los torneos del cantón de manera aficionada, alrededor de los distritos o barrios de Desamparados, por lo que se denominó su apodo a: “El Campeón de Desamparados”. De ahí el buscar participar en una liga más competitiva, y por eso su principal mérito, el haber ascendido a la Primera División de LINAFA para la temporada 2013/14. En la temporada 2015/16 logró avanzar por primera vez a la segunda ronda del torneo.
Incluso en los últimos torneos ha sido un finalista habitual del torneo de Segunda B, buscando el ascenso a LIASCE, donde ha sido eliminado en semifinales por quien a la postre ha sido el ascendido.